# Unterseeboot UB-143
Pour les autres navires du même nom, voir Unterseeboot 143.
L'Unterseeboot UB-143 est un sous-marin (U-Boot) allemand de type UB III de la Kaiserliche Marine. Il est mis en service dans la marine impériale allemande le 3 octobre 1918 et sert pendant la Première Guerre mondiale.
Il est attribué au Japon le 1er décembre 1918 comme prise de guerre et sert dans la marine impériale japonaise sous le nom de O-7 jusqu’en 1921, date à laquelle il est démantelé à Yokohama.

## Conception
L'UB-143 avait un déplacement de 523 tonnes en surface et de 653 tonnes en immersion. Ses moteurs lui permettaient de naviguer à 13,5 nœuds (25,0 km/h) en surface et à 7,5 nœuds (13,9 km/h) en immersion. Il avait une autonomie de 7280 milles marins (13480 km) à sa vitesse de croisière. L'UB-143 transportait 10 torpilles et était armé d’un canon de pont de 10,5 cm SK L/45. L'UB-143 avait un équipage pouvant compter jusqu’à 3 officiers et 31 hommes.

## Historique des services
Construit par AG Weser à Brême en un an, l'UB-143 a été lancé à Brême le 21 août 1918.

## Commandants
- Oberleutnant zur See Hans Adalbert von der Lühe[5] : du 3 octobre au 11 novembre 1918